# Sekret (singel Roneli Hajati)
Sekret – singel albańskiej piosenkarki Roneli Hajati wydany 5 marca 2022. Piosenkę skomponowała Ronela Hajati. Utwór reprezentować będzie Albanię w 66. Konkursie Piosenki Eurowizji w Turynie (2022).

## Tło
Utwór został skomponowany i napisany przez samą Hajati i wyprodukowany przez albańskiego producenta Marko Polo. Łączy elementy tradycyjne i nowoczesne. To optymistyczna piosenka popowa w języku albańskim, w której instrumentacja obejmuje instrumenty ludowe. W lipcu 2021 roku telewizja RTSH potwierdziła udział w 66. Konkursie Piosenki Eurowizji (2022), oraz iż reprezentant kraju zostanie wybrany w dniach 27–29 grudnia poprzez sześćdziesiątą edycję Festivali i Këngës. Przed udziałem w Festivali i Këngës Hajati stwierdziła, że od zawsze jej marzeniem było uczestniczenie w Konkursie Piosenki Eurowizji. Krytycy muzyczni byli przychylnie nastawieni zarówno do wokalu Hajati, jak i etnicznego charakteru piosenki, a piosenkarka szybko została uznana przez media za silnego pretendenta do zwycięstwa. Pocztówka wideo, udostępniona przed występem Hajati na festiwalu, przedstawiała bliską relację, jaką miała ze swoim ojcem, Marashem Hajati, który przez kilka lat kierował ogólnokrajowym nadawcą RTSH. Ostatecznie zdobyła największe poparcie, dzięki czemu została ogłoszona reprezentantką Albanii na Eurowizji 2022. W wywiadzie udzielonym w styczniu 2022 roku Hajati ujawniła, że piosenka zostanie zmodernizowana z holenderskim producentem Diztortion w Londynie. „Sekret” został niezależnie wydany jako singiel na platformach cyfrowych i w serwisach streamingowych 2 grudnia 2021. Na potrzeby udziału Hajati w 66. Konkursie Piosenki Eurowizji utwór został zremasterowany i udostępniony w wyżej wymienionych formatach w dniu 5 marca 2022.

## Lista utworów
- Digital download[8][9]

1. „Sekret (Festivali i Këngës)” – 3:33
2. „Sekret (Eurovision Song Contest)” – 3:01

## Notowania
| Kraj    | Notowanie (2022) | Najwyższa pozycja |
| ------- | ---------------- | ----------------- |
| Albania | The Top List     | 3                 |
| Grecja  | IFPI Greece      | 67                |